# Gle Dataraya (berg i Indonesien, lat 5,56, long 95,47)
Gle Dataraya är ett berg i Indonesien.   Det ligger i provinsen Aceh, i den västra delen av landet, 1 800 km nordväst om huvudstaden Jakarta. Toppen på Gle Dataraya är 350 meter över havet.
Terrängen runt Gle Dataraya är kuperad åt nordost, men åt sydväst är den platt. Runt Gle Dataraya är det ganska glesbefolkat, med 22 invånare per kvadratkilometer. Närmaste större samhälle är Banda Aceh, 15,8 km väster om Gle Dataraya. Omgivningarna runt Gle Dataraya är en mosaik av jordbruksmark och naturlig växtlighet.